# Phare avant de Munising

Le phare avant de Munising (en anglais : Munising Front Range Light), est un phare du lac Supérieur situé au port de Munising dans le Comté d'Alger, Michigan. Avec le phare arrière de Munising, les deux feux d'alignement de Munising ont remplacé le phare est de Grand Island devenu inefficace.

## Historique
Le feu d'alignement avant, construit en 1908, est situé à l'extrémité ouest de Munising. Il est géré par le National Park Service, les terrains sont ouverts aux visiteurs, mais la tour est fermée.
La maison des gardiens est maintenant utilisée comme bureau pour le service du parc, depuis 2002. La tour a subi une restauration

## Description
Le phare  est une tour conique en tôle d'acier de 18 m de haut, avec une  galerie et une lanterne, indépendante d'une maison de gardien en brique. La tour est blanche. Il émet, à une hauteur focale de 24 m, une lumière rouge continue, jour et nuit. Sa portée n'est pas connue.
Identifiant : ARLHS : USA-948 ; USCG :  7-14575 .

### Lien connexe
- Liste des phares au Michigan